# Rho Cygni
Rho Cygni (ρ Cygni, förkortat Rho Cyg, ρ Cyg) som är stjärnans Bayerbeteckning, är en ensam stjärna belägen i den nordöstra delen av stjärnbilden Svanen (stjärnbild). Den har en skenbar magnitud på 4,02 och är synlig för blotta ögat där ljusföroreningar ej förekommer. Baserat på parallaxmätning inom Hipparcosuppdraget på ca 26,4 mas, beräknas den befinna sig på ett avstånd på ca 124 ljusår (ca 38 parsek) från solen. Stjärnan ingår i den tunna skivan av Vintergatan och rör sig bort från solen med en radiell hastighet på +6,88 km/s.

## Egenskaper
Rho Cygni är en gul till vit jättestjärna av spektralklass G8 III Fe-0.5. Suffixet anger att spektret visar ett svagt överskott av järn i dess yttre atmosfär. Den har en massa som är ca 2,2 gånger större än solens massa, en radie som är ca 7,8 gånger större än solens och utsänder från dess fotosfär ca 37 gånger mera energi än solen vid en effektiv temperatur på ca 5 100 K.
Rho Cygni är en stark källa till röntgenstrålning med en luminositet på 10,26 × 1029 ergs/s. Den har en maximal magnetfältstyrka på 7,3 ± 0,5 G vid ytan.